# Say So
„Say So” – utwór muzyczny amerykańskiej piosenkarki i raperki Dojy Cat, wydany 28 stycznia 2020 roku nakładem wytwórni Kemosabe i RCA Records jako piąty singel promujący jej drugi album studyjny, Hot Pink (2019). Nagranie wyprodukowane przez Dr. Luke'a, w tym przypadku pod pseudonimem Tyson Trax zyskało popularność dzięki aplikacji mikroblogowej TikTok po tym kiedy to na nim Haley Sharpe opublikowała jego choreografię. 
Ów utwór dotarł do tej pory na miejsce piąte prestiżowej listy Billboard Hot 100, stając się pierwszym singlem w dorobku artystki, który dotarł do jej pierwszej dziesiątki. Remiks z gościnnym udziałem trynidadzko-amerykańskiej raperki Nicki Minaj ujrzał światło dzienne 1 maja 2020 r.
Singel w Polsce uzyskał status trzykrotnie platynowej płyty.

## Występy na żywo
Cat wykonała „Say So” po raz pierwszy na żywo 26 lutego 2020 r. w talk-show Jimmy'ego Fallona oraz w kwietniu jako część jej występu promującą serię MTV Push.

## Teledysk
Wideoklip do utworu wyreżyserowany przez Hannę Lux Davis został wydany 27 lutego 2020 r. na oficjalny kanał piosenkarki w serwisach YouTube i Vevo.

## Historia wydania
| Obszar            | Data                | Format                               | Wytwórnia             | Przypisy |
| ----------------- | ------------------- | ------------------------------------ | --------------------- | -------- |
| Cały świat        | 7 listopada 2019 r. | Digital download, media strumieniowe | Kemosabe, RCA Records | [ 8 ]    |
| Wielka Brytania   | 24 stycznia 2020 r. | Contemporary hit radio               | Kemosabe, RCA Records | [ 9 ]    |
| Stany Zjednoczone | 28 stycznia 2020 r. | Contemporary hit radio               | Kemosabe, RCA Records | [ 10 ]   |
| Włochy            | 31 stycznia 2020 r. | Contemporary hit radio               | Sony Music            | [ 11 ]   |
| Stany Zjednoczone | 4 lutego 2020 r.    | Rhythmic contemporary                | Kemosabe, RCA Records | [ 12 ]   |
| Cały świat        | 1 maja 2020 r.      | Winyl, płyta kompaktowa              | Kemosabe, RCA Records | [ 13 ]   |